# 広兼篤郎
広兼 篤郎（ひろかね あつろう、1897年（明治30年）3月8日 - 没年不詳 ）は、日本の陸上競技選手であり、実業家でもある。元日本陸連理事も務めた。広兼が中心となり、現在まで続く早慶対抗陸上競技会を企画した人物としても知られる。岡山県川上郡吹屋町出身。

## 経歴

### 生い立ち
1897年（明治30年）岡山県川上郡吹屋町（現：高梁市）の素封家である広兼玉太郎の次男として出生する。生家は広兼邸として知られ、江戸後期に弁柄で大富豪となった家系として知られる。映画『八つ墓村』のロケ地としても有名である。
その後、1911年（明治44年）旧制岡山県立高梁中学校（現：岡山県立高梁高等学校）に進み、この頃には、既に周囲と比べて足が速く、陸上競技で有名となっていた。1916年（大正5年）、第17回生として同校を卒業し、慶應義塾大学予科を経て慶應義塾大学へ進学する。

### 陸上選手として
大学では、競走部に所属し、1919年（大正8年）第7回全国陸上競技大会（現：日本陸上競技選手権大会）の200mハードルで優勝する。第7回オリンピック日本選考会にも出場したが、日本代表に選出されなかった。この選考会では、400mリレー決勝で慶應義塾大学代表（山田俊介・陳啓川・広兼篤郎・土居彌生）として出場し優勝している。1920年（大正9年）第8回全国陸上競技大会では、同じ200mハードルで3位入賞し、1922年（大正11年）には、日本学生陸上競技連合の幹事を務め、日本の学生スポーツ発展に努めた。
1923年（大正12年）の年初に、当時早稲田大学の主将であった河合勇と内田庄作、慶應義塾大学主将の芝川亀太郎が廣兼の家に集まり話し合っていた。この頃、花形であった野球の早慶戦が、両校の敵対心が増し、不仲となったことで、1906年（明治39年）に中止された。それ以来、当時どの競技においても早慶戦が行われず、「まず陸上で手を握って全競技に亘る早慶対抗競技実現の気運を醸成し、両校の親睦を図ると共に両校の固き握手に依って日本運動界を正しく導かう」という理想のもと、早慶対抗陸上競技会を開催することを決定。同年、現在まで続くこととなる第1回早慶対抗陸上競技会が開催された。
その後、1924年（大正13年）27歳のとき、同大学経済学部を卒業した。

### 実業家として
大学卒業後、日本砂糖貿易に入社し、1929年（昭和4年）には、日本陸上競技連合代議員となる。その後、1939年（昭和14年）42歳のときに、満州で製糖事業を行っている北満製糖の取締役となる。第二次世界大戦後、1949年（昭和24年）広兼は母校の慶應競走部クラブの会長となる。1951年（昭和26年）54歳のときに蔵王鉱山の常務取締役となり、この他にも日本糖商専務取締役、日本と台湾の合弁会社である台湾糖蜜支配人となる。
1966年（昭和41年）5月20日、日本陸連では、昭和41年度第1次臨時代議員会で広兼を審議員に推し選出される。プライベートでは、近衛文隆や、細川護貞（細川護熙元首相の父）等と満州時代から交流があり、ゴルフをするなど親交を深めた。その後、1973年（昭和48年）まで活動があり、1979年には、既に死去していることが確認できる。